# Georgiana Cavendishová
Georgiana Cavendishová, vévodkyně z Devonshiru, nepřechýleně Georgiana Cavendish, v mládí lady Georgiana Spencer (7. června 1757, Althorp, Northamptonshire, Anglie – 30. března 1806, Devonshire House, Londýn), byla anglická šlechtična. Dne 7. června 1774 uzavřela sňatek s Williamem Cavendishem, 5. vévodou z Devonshiru. Její život byl předlohou pro úspěšný film Vévodkyně s Keirou Knightleyovou v hlavní roli.

## Životopis

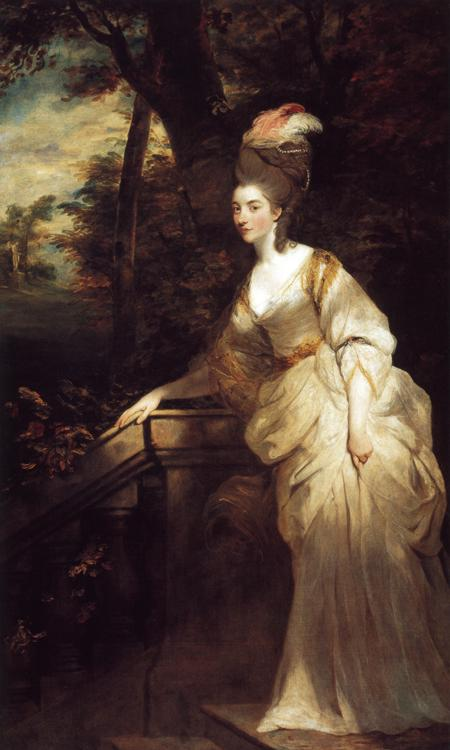
Portrét Georgiany, vévodkyně z Devonshiru. Autor: Joshua Reynolds

Georgiana Cavendishová se narodila jako Georgiana Spencer dne 7. června 1757 v rodinném sídle Althorp v hrabství Northamptonshire. Jejím otcem byl John Spencer, později 1. hrabě Spencer (1734–1783), matkou Georgiana Spencer, rozená Margaret Georgiana Poyntz (1737–1814). Měla dva sourozence, sestru Henriettu, později hraběnku z Bessborough, a bratra George, později 2. hraběte Spencera. Svým původem byla Georgiana příslušnicí hraběcí větve rodu Spencerů.
V den svých 17. narozenin 7. června 1774 se provdala za Williama Cavendishe, 5. vévodu z Devonshiru, který byl jedním z nejmocnějších mužů Království Velké Británie, k ní byl však po celou dobu manželství citově chladný. Georgiana postupně hledala útěchu v alkoholu a hře v karty. Byla velmi inteligentní a na svou dobu pokrokovou ženou. Úspěšně se věnovala politice dávno před hnutím sufražetek. Byla výraznou osobou anglických vysokých kruhů a byla proslulá jak kvůli svým aférám v pozdějším průběhu manželství, tak svým smyslem pro módu, kterým udávala tón ve společnosti.
Během manželství s vévodou Williamem porodila nejprve dvě dcery – Georgianu Dorothy Cavendish a Harriet Elizabeth Cavendish. Později, až v roce 1790, též manželem toužebně očekávaného syna Williama George Spencera Cavendishe, budoucího 6. vévodu z Devonshiru. Kromě toho přijala za vlastní Williamovu nemanželskou dceru Charlottu a sama přivedla na svět nemanželskou dceru Elizu, kterou měla se svým milencem Charlesem Greyem (pozdějším 2. hrabětem Greyem a v letech 1830-1834 premiérem Velké Británie), a jednoho chlapce, který zemřel ještě jako dítě.
Georgiana byla nucena žít 24 let v manželském trojúhelníku (ménage à trois) poté, co Williamovi v lázních Bath představila svou o rok mladší přítelkyni Elizabeth Fosterovou, narozenou jako Elizabeth Christiana Hervey (dceru anglikánského biskupa z Derry a pozdějšího hraběte z Bristolu), která se brzy poté stala vévodovou milenkou. Lady Elizabeth byla od roku 1779 provdaná za irského politika Johna Thomase Fostera a sama byla již matkou dvou synů a jedné dcery, která zemřela osm dní po porodu. Žila však od svého manžela odděleně poté, co se dozvěděla o jeho nevěře se služkou. V průběhu jejich komplikovaného vztahu porodila vévodovi Williamovi další dvě děti, syna Augusta Williama Jamese Clifforda a dceru Carolinu Rosalii St Jules. Všechny její děti byly se souhlasem Georgiany vychovány společně s legitimními potomky vévodského páru.
Georgiana vévodkyně z Devonshiru zemřela 30. března 1806 v rodinném sídle Devonshire House v Londýně ve věku 48 let. Zanechala po sobě značné dluhy, památku na její sklon k hazardním hrám. Tři roky po její smrti se vévoda William oženil s Elizabeth Fosterovou, která se tak stala novou vévodkyní z Devonshiru, ovšem vévoda zemřel dva roky po jejich svatbě.

## Ohlasy vkultuře
Během svého života byla vévodkyně Georgiana z Devonshiru často portrétována, autory těchto olejomaleb a kreseb bylo několik známých malířů, mezi nimi Thomas Gainsborough a Joshua Reynolds. Její osudy byly také předmětem celé řady knih. Krom toho byl o ní v roce 2008 natočen britský životopisný film s názvem Vévodkyně (The Duchess). Postavu Georgiany v něm ztvárnila Keira Knightleyová.

## Galerie

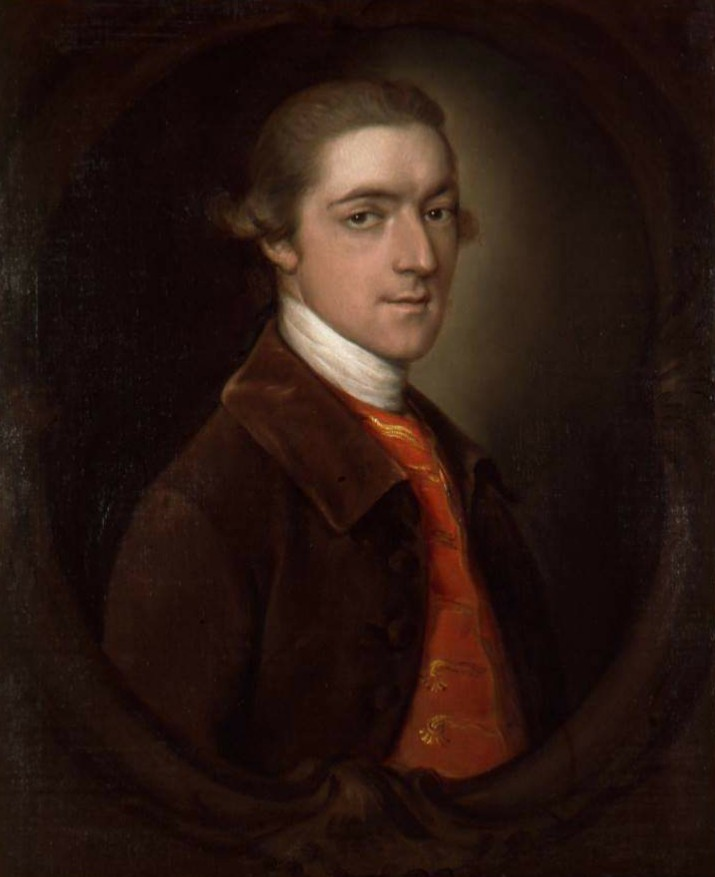
John Spencer, 1. hrabě Spencer, otec lady Georgiany. Autor: Thomas Gainsborough, cca 1763.
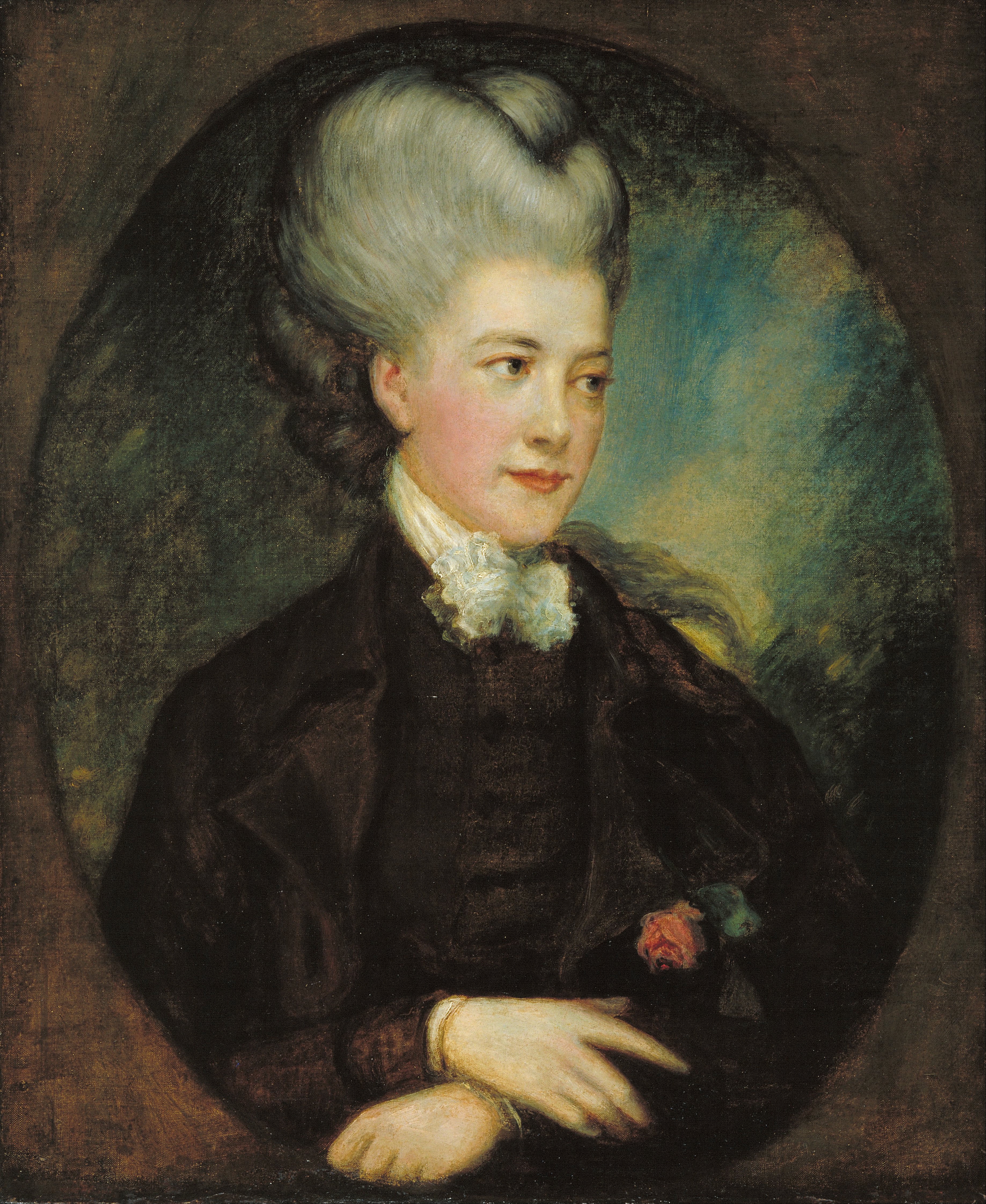
Matka lady Georgiany, Margaret Georgiana Poyntz, hraběnka Spencerová
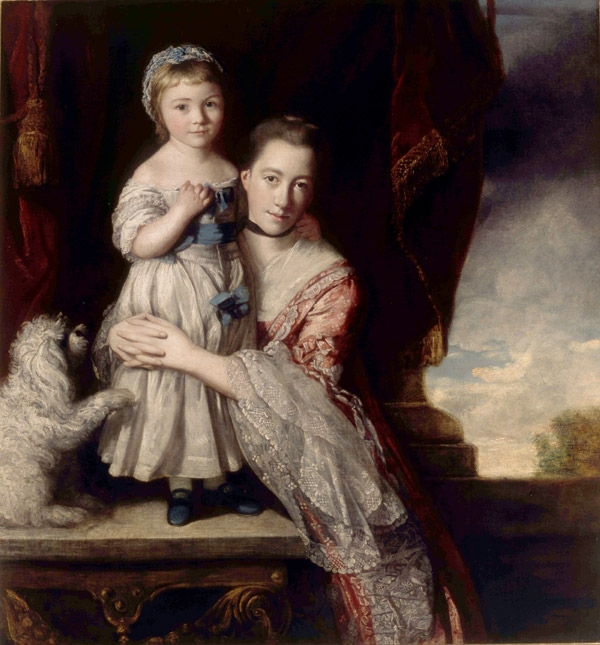
Georgiana hraběnka Spencerová se svou dcerou Georgianou. Autor: Joshua Reynolds.
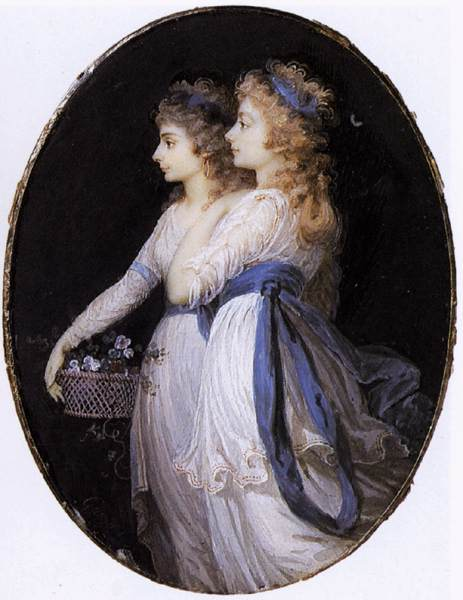
Dvě přítelkyně, vévodkyně Georgiana a Elizabeth Foster. Miniatura, Jean-Urbain Guérin.
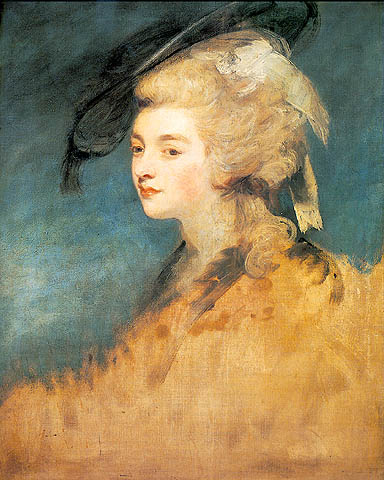
Georgiana, vévodkyně z Devonshiru. Autor: Joshua Reynolds, cca 1780–1781.
Georgiana, vévodkyně z Devonshiru, Thomas Gainsborough, 1783
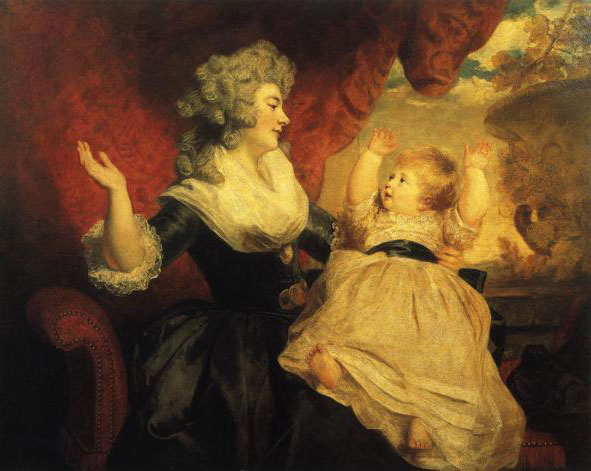
Georgiana Cavendishová, Joshua Reynolds, 1786
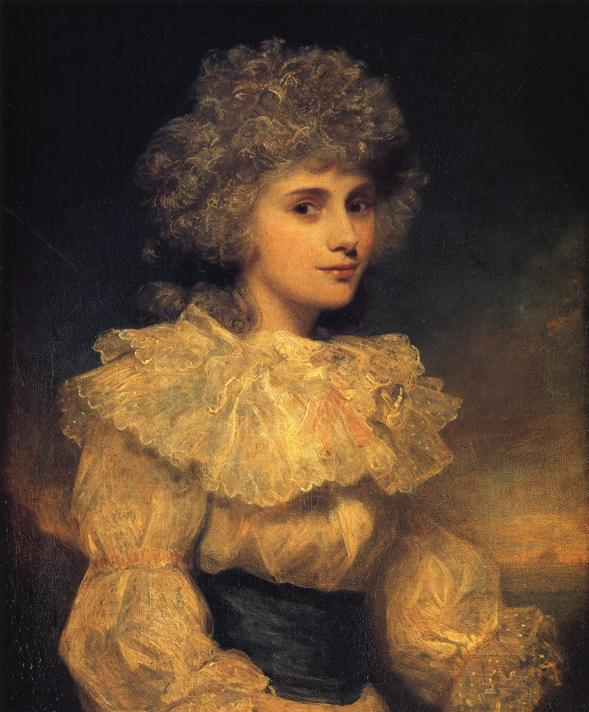
Elizabeth Foster, přítelkyně a sokyně vévodkyně z Devonshiru. Obraz od Joshuy Reynoldse.
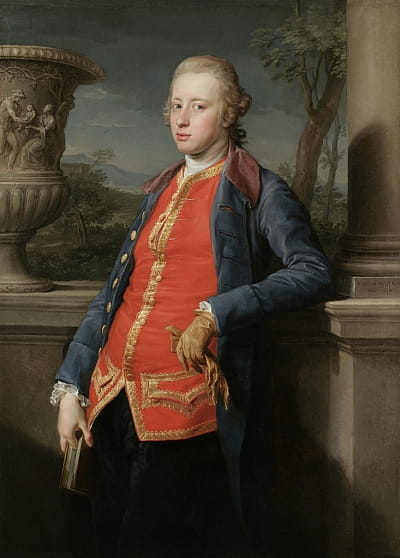
Manžel vévodkyně Georgiany William Cavendish, 5. vévoda z Devonshiru